# Santuario de Jesús de la Piedad (Elvas)
El Santuario de Jesús de la Piedad (Elvas), en portugués: Igreja do Senhor da Piedade es un edificio religioso dedicado al culto de la Iglesia católica y está situado en la ciudad y el municipio de Elvas, en el distrito de Portalegre en Portugal.

## Historia
En el año 1737 se edificó en la propiedad de Luís Manuel Marquês la primitiva Ermita de Jesús de la Piedad, en portugués «Ermida do Senhor Jesus da Piedade» en una zona que era conocida como de «Los Pajaritos» del Pendón y también del Valle de Caramelo. En 1757 se construyó una iglesia sobre la ermita puesto que la anterior se había quedado pequeña para acoger a la gran afluencia de personas ya que esta romería era una de las más importantes de la región. En el siglo XVIII se la dotó de un órgano. El 1 de junio de 1888 se edificó un nuevo núcleo; el 2 de febrero de 1890 se dio la noticia de que se habían terminado las obras que había mandado hacer la Cofradía como son el ajardinamiento y la transformación del matorral que la rodeaba así como la ejecución de una gran escalinata. En 1989 fue propuesto como Inmueble de Interés Público (IIP)
al gobierno portugués y el 4 de julio de 1990 fue aceptada la propuesta por la Secretaría de Estado para la Cultura del ejecutivo portugués.

## Descripción

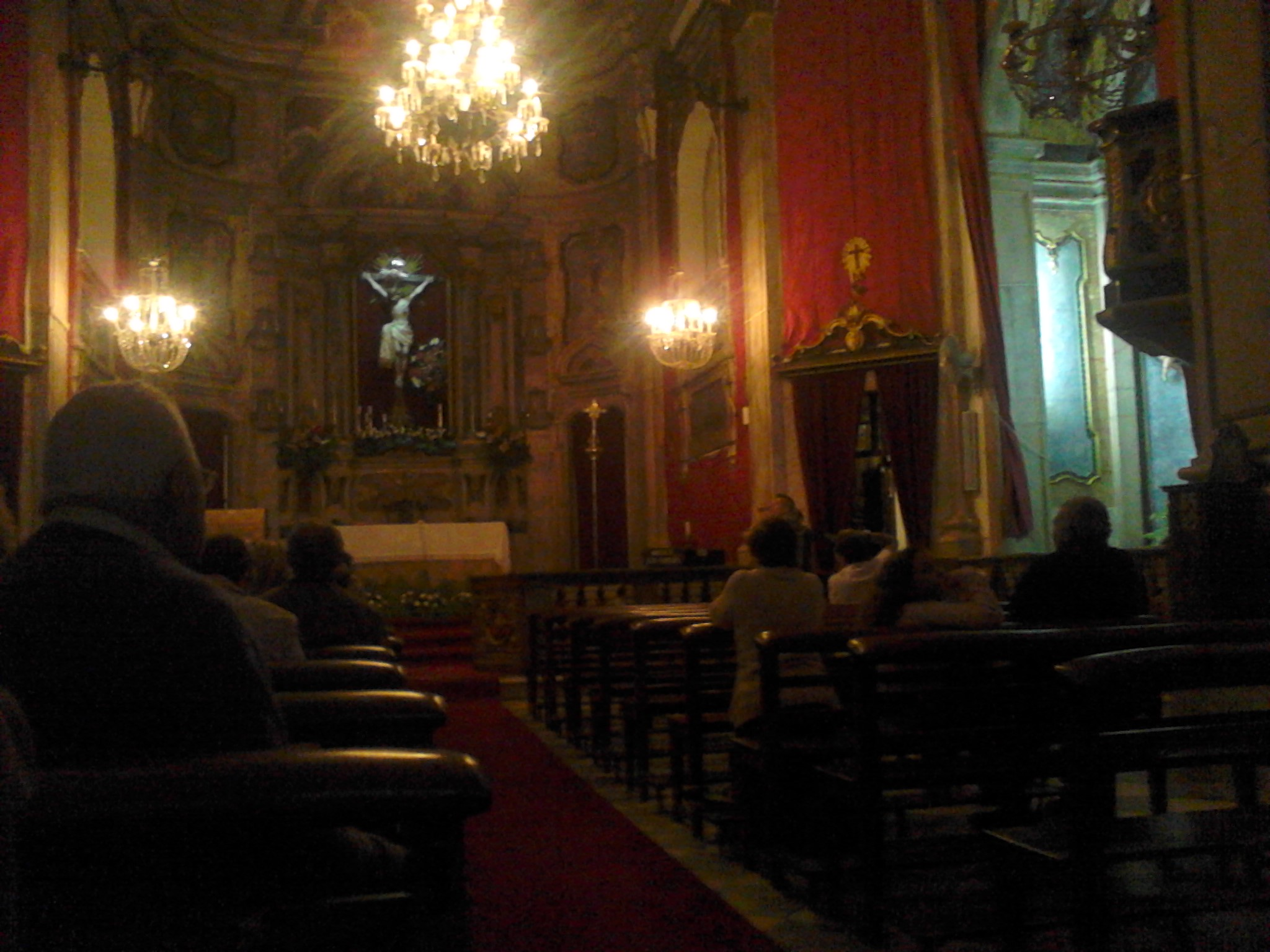
Interior del santuario.

Tiene planta longitudinal, de nave única. La fachada tiene dos torres poligonales unidas por un paño. Las torres tienen una ventana y un óculo en la parte superior del primer tramo. En el segundo tramo tienen una ventana con arco de medio punto y columnas en ambos lados, coronada por una cornisa moldeada y unas urnas de base cuadrada en el eje de las pilastras. Las torres están cubiertas por una cúpula lobulada y coronadas por una veleta y una cruz.
El estilo barroco es un referente típico del reinado de Juan V. La capilla principal y los altares laterales son de mármol del siglo XVIII y la ejecución se atribuye a José Francisco de Abreu. Los altares laterales tienen dos telas pintadas por el pintor neoclásico Cyrillo Volkmar Machado que representan a Nuestra Señora de Gracia y el «Arrepentimiento de San Pedro». El interior está recubierto por mármol polícomo, el transepto está cubierto por una cúpula y la capilla mayor, rectangular, tiene su lado mayor perpendicular al eje de la nave.